# Phrynobatrachus parvulus
Phrynobatrachus parvulus é uma espécie de anfíbio da família Petropedetidae.
Pode ser encontrada nos seguintes países: Angola, Botswana, República Democrática do Congo, Malawi, Tanzânia, Uganda, Zâmbia, Zimbabwe, e possivelmente Moçambique e Namíbia.
Os seus habitats naturais são: regiões subtropicais ou tropicais húmidas de alta altitude, savanas húmidas, matagal húmido tropical ou subtropical, campos de gramíneas de baixa altitude subtropicais ou tropicais sazonalmente húmidos ou inundados, campos de altitude subtropicais ou tropicais, pântanos, marismas de água doce, marismas intermitentes de água doce, terras aráveis, pastagens, jardins rurais, lagoas, áreas agrícolas temporariamente alagadas e canais e valas.